# Ін'єктивний об'єкт
Ін'єктивний об'єкт — теоретико-категорне узагальнення поняття ін'єктивних модулів. Двоїстим є поняття проєктивного об'єкта.

## Означення

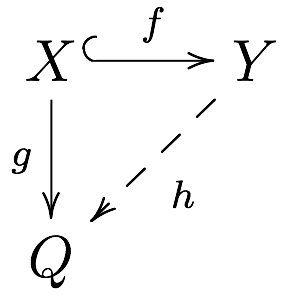
Об'єкт Q є ін'єктивним, якщо для мономорфізму f : X → Y, довільний морфізм g : X → Q можна продовжити до Y.

Об'єкт {\displaystyle Q} категорії {\displaystyle C} називається ін'єктивним, якщо для будь-якого морфізма {\displaystyle g:X\to Q} і будь-якого мономорфізма {\displaystyle f:X\to Y} існує (не обов'язково єдиний) морфізм {\displaystyle h:Y\to Q,}для якого {\displaystyle h\circ f=g}.
У локально малих категоріях, об'єкт {\displaystyle Q} є ін'єктивним тоді і тільки тоді коли контраваріантний функтор Hom {\displaystyle \operatorname {Hom} _{\mathfrak {C}}(-,Q)} переводить мономорфізми у {\displaystyle {\mathfrak {C}}} у сюр'єктивні відображення множин.

### Досить багато ін'єктивних об'єктів
Кажуть, що в категорії {\displaystyle C} досить багато ін'єктивних об'єктів, якщо для будь-якого об'єкта {\displaystyle X} категорії {\displaystyle C} існує мономорфізм {\displaystyle f:X\to Q} в ін'єктивний об'єкт {\displaystyle Q}.

### Ін'єктивна оболонка
Мономорфізм {\displaystyle g} категорії {\displaystyle C} називається істотним, якщо для будь-якого морфізма {\displaystyle f} композиція {\displaystyle f\circ g} є мономорфізмом, тільки якщо {\displaystyle f} є мономорфізмом.
Якщо {\displaystyle f:X\to G} — істотний мономорфізм і об'єкт {\displaystyle G} є ін'єктивним, то {\displaystyle G} називається ін'єктивною оболонкою {\displaystyle X}. Ін'єктивна оболонка є єдиною з точністю до неканонічного ізоморфізму.

## Випадок абелевих категорій
Якщо {\displaystyle {\mathcal {C}}} — (локально мала) абелева категорія, то її об'єкт {\displaystyle Q} називається ін'єктивним тоді і тільки тоді, коли функтор Hom {\displaystyle \mathrm {Hom} _{\mathcal {C}}(-,Q)} є точним.
Ще одним еквівалентним еквівалентним означенням є: об'єкт {\displaystyle Q} є ін'єктивним якщо і тільки якщо кожна послідовність виду
{\displaystyle 0\to Q\to U\to V\to 0}
є точною у {\displaystyle {\mathcal {C}}} тоді і тільки тоді коли вона розщеплюється, тобто {\displaystyle U} є ізоморфним прямій сумі {\displaystyle Q\oplus V}.
Загалом контраваріантний функтор Hom є точним зліва, тобто для короткої точної послідовності {\displaystyle 0\to A\to B\to C\to 0} точною є лише послідовність {\displaystyle 0\to \mathrm {Hom} (C,Q)\to \mathrm {Hom} (B,Q)\to \mathrm {Hom} (A,Q).} Для того щоб цей функтор був точним необхідно і достатньо щоб відображення {\displaystyle \mathrm {Hom} (B,Q)\to \mathrm {Hom} (A,Q)} було сюр'єктивним, тобто для кожного морфізма {\displaystyle f:A\to Q} існував морфізм {\displaystyle g:B\to Q,} для якого {\displaystyle g\circ h=f,} де {\displaystyle h:A\to B} — морфізм із початкової точної послідовності. Оскільки в абелевій категорії мономорфізм {\displaystyle h:A\to B} завжди можна продовжити до короткої точної послідовності (взявши за C коядро h) то звідси одержується еквівалентність загального означення із означенням через точність функтора Hom.
Якщо {\displaystyle Q} є ін'єктивним об'єктом і {\displaystyle \operatorname {Id} :Q\to Q} — одиничний морфізм, то з означення ін'єктивності випливає, що для мономорфізма {\displaystyle h:Q\to U} існує морфізм {\displaystyle g:U\to Q,} такий що {\displaystyle \operatorname {Id} _{Q}=h\circ g.} Але існування такого морфізма є еквівалентним розщепленню точної послідовності {\displaystyle 0\to Q\to U\to V\to 0.}
Навпаки, нехай довільна така коротка точна послідовність розщеплюється, {\displaystyle h:A\to B} — мономорфізм і {\displaystyle f:A\to Q} — довільний морфізм. В абелевій категорії існують всі розшаровані кодобутки і існування морфізму {\displaystyle g:B\to Q,} для якого {\displaystyle g\circ h=f} є еквівалентним існуванню морфізма {\displaystyle {\bar {g}}:B\sqcup _{A}Q\to Q,} для якого {\displaystyle \operatorname {Id} _{Q}={\bar {g}}\circ i_{2}.} У абелевій категорії розшаровані кодобутки зберігають мономорфізми, тому {\displaystyle i_{2}:Q\to B\sqcup _{A}Q} теж є мономорфізмом і тому частиною точної послідовності :{\displaystyle 0\to Q\to B\sqcup _{A}Q\to \operatorname {Kocer} i_{2}\to 0.} Оскільки згідно умови ця послідовність розщеплюється то необхідний морфізм {\displaystyle {\bar {g}}} існує.
Як і кожен контраваріантний адитивний функтор {\displaystyle \mathrm {Hom} _{C}(-,Q)} є точним справа тоді і тільки тоді, коли переводить ядра у коядра. Ця умова є ще одною еквівалентною умовою ін'єктивності об'єкта {\displaystyle Q.}

### Властивості
- Нехай {\displaystyle Q=\prod _{i\in I}Q_{i}} — добуток деякої сім'ї об'єктів. Тоді {\displaystyle Q} є ін'єктивним тоді і тільки тоді, коли всі {\displaystyle Q_{i}} є ін'єктивними.
- Будь-який ін'єктивний підоб'єкт {\displaystyle Q} об'єкта {\displaystyle C} є його прямим доданком.
- Якщо {\displaystyle {\mathcal {C}}_{1},{\mathcal {C}}_{2}} — абелеві категорії і {\displaystyle G:{\mathcal {C}}_{2}\to {\mathcal {C}}_{1}} — функтор спряжений до точного функтора {\displaystyle F:{\mathcal {C}}_{1}\to {\mathcal {C}}_{2},} то G переводить ін'єктивні об'єкти категорії {\displaystyle {\mathcal {C}}_{2}} у ін'єктивні об'єкти категорії {\displaystyle {\mathcal {C}}_{1}.}
- Нехай {\displaystyle {\mathcal {C}}_{1},{\mathcal {C}}_{2}} — абелеві категорії і {\displaystyle G:{\mathcal {C}}_{2}\to {\mathcal {C}}_{1}} — функтор спряжений справа до функтора {\displaystyle F:{\mathcal {C}}_{1}\to {\mathcal {C}}_{2}.} Якщо G переводить ін'єктивні об'єкти категорії {\displaystyle {\mathcal {C}}_{2}} у ін'єктивні об'єкти категорії {\displaystyle {\mathcal {C}}_{1}} і у {\displaystyle {\mathcal {C}}_{2}} є досить багато ін'єктивних об'єктів, то F є точним функтором.
- Якщо {\displaystyle Q_{1},Q_{2}} є ін'єктивними оболонками об'єктів {\displaystyle P_{1},P_{2}} відповідно, то {\displaystyle Q_{1}\oplus Q_{2}} є ін'єктивною оболонкою {\displaystyle P_{1}\oplus P_{2}.}
- Якщо {\displaystyle Q_{1},Q_{2}} є ін'єктивними оболонками об'єкта {\displaystyle P,} то вони є ізоморфними.

## Приклади
- У категорії абелевих груп ін'єктивними об'єктами є подільні групи.
- Адитивна група раціональних чисел є ін'єктивною оболонкою адитивної групи цілих чисел у категорії абелевих груп.
- Нехай p — просте число. Нехай {\displaystyle Z_{p^{\infty }}} — мультиплікативна підгрупа комплексних чисел, що задовольняють хоча б одному рівнянню виду {\displaystyle z^{p^{n}}=1,\;n>0.} Тоді у категорії абелевих груп {\displaystyle Z_{p^{\infty }}} є ін'єктивною оболонкою для всіх груп {\displaystyle Z_{p^{m}}} — коренів з одиниці степеня {\displaystyle p^{m}.}
- У категорії модулів {\displaystyle R-\mathrm {Mod} } ін'єктивними об'єктами є ін'єктивні модулі. У {\displaystyle R-\mathrm {Mod} } існують ін'єктивні оболонки, і, як наслідок, досить багато ін'єктивних об'єктів.
- В категорії метричних просторів і коротких відображень ін'єктивними об'єктами є ін'єктивні метричні простори.
- Розглядають також ін'єктивні об'єкти в більш загальних категоріях, наприклад в категоріях функторів або в категоріях пучків модулів.

## Узагальнення

об'єкт Q є H-ін'єктивним якщо для h : A → B із класу H, для будь-якого f : A → Q існує комутативна діаграма.

Нехай {\displaystyle {\mathfrak {C}}} є категорією і {\displaystyle {\mathcal {H}}} — клас морфізмів у {\displaystyle {\mathfrak {C}}}.
Об'єкт {\displaystyle Q} категорії {\displaystyle {\mathfrak {C}}} називається {\displaystyle {\mathcal {H}}}-ін'єктивним якщо для будь-якого морфізма {\displaystyle f:\to Q} і кожного морфізма {\displaystyle h:\to B} з класу {\displaystyle {\mathcal {H}}} існує морфізм {\displaystyle g:B\to Q} для якого {\displaystyle g\circ h=f}.
Якщо {\displaystyle {\mathcal {H}}} є класом мономорфізмів то одержується означення ін'єктивних модулів.
Категорія {\displaystyle {\mathfrak {C}}} має досить багато {\displaystyle {\mathcal {H}}}-ін'єктивних об'єктів якщо для кожного об'єкта X категорії {\displaystyle {\mathfrak {C}}}, існує {\displaystyle {\mathcal {H}}}-морфізм із X у {\displaystyle {\mathcal {H}}}-ін'єктивний об'єкт.
{\displaystyle {\mathcal {H}}}-морфізм g у {\displaystyle {\mathfrak {C}}} називається {\displaystyle {\mathcal {H}}}-істотним якщо для будь-якого морфізма f, композиція fg належить класу {\displaystyle {\mathcal {H}}} лише якщо f належить класу {\displaystyle {\mathcal {H}}}.
Якщо g є {\displaystyle {\mathcal {H}}}-істотним морфізмом із X у {\displaystyle {\mathcal {H}}}-ін'єктивний об'єкт G, то G називається H-ін'єктивною оболонкою об'єкта X.